# Cyclotrichium
Cyclotrichium, biljni rod iz porodice usnača smješten u podtribus Clinopodiinae, dio tribusa Saturejeae, potporodica Nepetoideae.
Sastoji se od 9 priznatih vrsta iz Male Azije i Irana. Tipična je Cyclotrichium floridum (Boiss.) Manden. & Scheng., sinonim za Cyclotrichium origanifolium, polugrm iz Turske i Libanona.

## Opis
Polugrmovi.

## Vrste
1. Cyclotrichium depauperatum (Bunge) Manden. & Scheng.
2. Cyclotrichium glabrescens (Boiss. ex Rech.f.) Leblebici
3. Cyclotrichium haussknechtii (Bunge) Manden. & Scheng.
4. Cyclotrichium leucotrichum (Stapf ex Rech.f.) Leblebici
5. Cyclotrichium longiflorum Leblebici
6. Cyclotrichium niveum (Boiss.) Manden. & Scheng.
7. Cyclotrichium origanifolium (Labill.) Manden. & Scheng.
8. Cyclotrichium stamineum (Boiss. & Hohen.) Manden. & Scheng.
9. Cyclotrichium straussii (Bornm.) Rech.f.